# БМП-2
БМП-2 је друга генерација амфибијског борбеног возила пешадије, које је током осамдесетих година 20. века уведено у употребу у Совјетском Савезу, као наследник БМП-1.

## Дизајн
БМП-2 има повећану куполу намењену за два члана посаде. Као главно оружје на куполи се користи аутоматски 30мм топ. На куполи се налази и лансер антитенковских ракета, који углавном користи ракете 9К111-1 Конкурс, али неки старији модели користе 9К111 Фагот. Командант возила седи у куполи, поред нишанџије. Због величине куполе, на задњем делу се налазе само два отвора у задњем делу возила, у поређењу са четири, колико их је било на БМП-1. БМП-2 има мањи капацитет за превоз војника у односу на БМП-1. БМП-2 може да превезе седам војника, у односу на осам, колико је превозио старији модел.

## Наоружање
На левом делу куполе се налази отвор за митраљез, што значи да се на месту командира, који је сад на куполи, сада налази војник. Главно оружје, аутоматски топ од 30мм, може пуцати јединачном или рафалном паљбом. Топ је потпуно стабилизован и има ефективни домет од 1.000 метара. Постављен је високо, чиме се омогућавања његова употреба против хеликоптера и авиона. Носи се максимално 500 граната за 30мм топ.
Митраљез калибра 7.62 мм је постављен лево од топа, и за њега сеноси 2.000 метака. Инфрацрвени трагач је постављен десно од топа.
На крову куполе, између отвора за нишанџију и команданта, се налази лансер противтенковских ракета 9К111-1 Конкурс или 9К111 Фагот. Већина БМП-2 има три електронски контролисана 81 мм испуштавача дима, који су уперени ка напред.

## Варијанте
- БМП-2 - низ унапређења су направљена у односу на основни БМП-2. Уграђене су нове гусенице, које дупло дуже трају од старих. Аутоматски топ је додатно стабилизован и постављен на вишу позицију. Опремљен је клима-уређајем за мисије у топлијим климатским условима. Инфра црвени нишан који је користио нишанџија је замењен термалним.
- БМП-2Д - каснија верзија БМП-2 која је стављена у производњу. Она укључује додатни оклоп на куполи, могућност постављања система за чишћење мина.
- БМП-2К - ово је командна верзија БМП-2 и има инсталирану додатну комуникациону опрему.
- БВП-2 - ово је била ознака БМП-2 који је произведен у Чехословачкој
- БМО-2 - транспортно возило за пешадијску јединицу која користи бацаче пламена. Као наоружање се користи преносиви лансер ракета, који је од произвођача сврстан као бацач пламена. Ова верзија БМП-2 на себи има лажну куполу и додатне елементе за складиштење оружја. Уведен је у употребу 2001. године.
- БВП-2М - ово је генерална ознака за унапређене моделе. Ова верзија има додатни аутоматски бацач граната АГС-30, и 4 лансера ракета 9M133 Корнет. Старија нишанска опрема је замењена новим дневно/ноћним нишанима који се налазе и на возилима БМД-4. Такође је у употребу стављен нови мотор од 294 kW и додатни пасивни оклоп.

## Главни корисници
- Русија - 4600
- Алжир - 260
- Ангола - 250 БМП-1/2
- Белорусија - 1164
- Вијетнам - 300 БМП-1/2
- Индија - 980 БМП-2, 250 БМП-2К
- Иран - 400
- Казахстан - 700
- Сирија - 2450 БМП-1/2/3
- Туркменистан - 930 БМП-1/2
- Узбекистан - 270
- Украјина - 1434